# Streblosoma dytikos
Streblosoma dytikos is een borstelworm uit de familie Terebellidae. Het lichaam van de worm bestaat uit een kop, een cilindrisch, gesegmenteerd lichaam en een staartstukje. De kop bestaat uit een prostomium (gedeelte voor de mondopening) en een peristomium (gedeelte rond de mond) en draagt gepaarde aanhangsels (palpen, antennen en cirri).
Streblosoma dytikos werd in 1990 voor het eerst wetenschappelijk beschreven door Hutchings & Glasby.